# Хуа Янь
Хуа Янь (華嵒, 1682 —1756) — китайський художник часів династії Цін.

## Життєпис
Народився у м. Шаньхань (провінція Фуцзянь). Через бідність йому довелося залишити школу ще дитиною і піти на роботу в помічники майстра на паперову фабрику. Коли йому було вісімнадцять років (1700 рік), їх клан побудував свій храм, і жителі села вирішили, що він саме та людина, якій треба довірити розпис стін. З цим були незгодні кілька впливових феодалів. Розгніваний відмовою, Хуа Янь потайки пробрався в храм і за одну ніч розписав всі чотири степи головного залу. Після цього він втік із села і вирушив до Ханчжоу заробляти на життя продажем своїх картин. День від дня він ставав все вправнішим і став відомий як хороший художник. Потім він у 1732 році перебрався в Янчжоу, де прожив до 1741 року. тут він товаришував з представника мистецького ґуртка «Вісім диваків». Повернувшись звідти в Ханчжоу, він оселився на березі Західного озера і провів залишок років в роботі, створюючи все більше і більше художніх творів. Помер у Ханчжоу у 1756 році.

## Творчість
Хуа Янь працював у всіх жанрах: портрету, «квітів і птахів», пейзажу. Значущою є збірка його праць під назвою «Альбом тварин». Був майстром зображення групових образів. Жоден інший художник його часу не зумів краще за Хуа Яня передати особливості ландшафту, його просторовість, при збереженні динамічної рівновага. Його сухий пензель надавав чітку графіку, м'який стиль, що підкреслює нюанси, присутнє навмисна невідповідність сентиментальних деяких окремих сцен потужності загального образу.